# Gaston Maspero
Gaston Camille Charles Maspero (Paris, 23 de Junho de 1846 — 30 de Junho de 1916) foi um egiptólogo francês.

## Carreira
Em 1869 tornou-se professor (répétiteur) de língua egípcia e arqueologia na École pratique des hautes études.
Maspero lutou na defesa da França na guerra franco-prussiana de 1870-71 e obteve a cidadania francesa em reconhecimento aos seus serviços. Em janeiro de 1873, ele apresentou a primeira tese de doutorado em egiptologia na França. Em 1874 foi nomeado presidente no Collège de France, sucedendo a Emmanuel de Rougé.
No final da década de 1870, ele era considerado o principal egiptólogo francês de sua geração. Em novembro de 1880, Maspero foi para o Egito como chefe de uma missão arqueológica enviada lá pelo governo francês, que acabou se desenvolvendo no bem equipado Institut français d'archéologie orientale. Isso ocorreu alguns meses antes da morte de Mariette, a quem Maspero então sucedeu como diretor-geral das escavações e das antiguidades do Egito. Mais tarde, Maspero afirmou que só tomou a posição para evitar que caísse das mãos dos franceses ao ser entregue ao Emile Brugsch, que era alemão. Após um breve período de férias na França para organizar seus negócios, Maspero voltou ao Egito em setembro de 1881 para assumir seu cargo.
Ciente de que sua reputação era mais como linguista do que arqueólogo, o primeiro trabalho de Maspero no posto foi construir sobre as realizações de Mariette em Sacará. Ele expandiu seu escopo do início do Império Antigo para o posterior, com particular interesse em tumbas com inscrições hieroglíficas longas e completas que poderiam ajudar a ilustrar o desenvolvimento da língua egípcia. Selecionando cinco tumbas posteriores do Reino Antigo, ele foi bem-sucedido nesse objetivo, encontrando mais de 4 000 linhas de hieróglifos que foram então esboçados e fotografados. Em 1882 ele liderou a primeira escavação em Lixte, que resultou na descoberta da erodida Pirâmide de Amenemés I. Ele despachou Emile Brugsch para Luxor para supervisionar a remoção de um esconderijo de múmias reais que haviam sido encontradas recentemente. Baseando-se em sua streamer oficial, o próprio Maspero assumiu o comando do trabalho em Zawiyet el-Aryan, Dahshur e Meidum. Em outubro, ele teve de suportar uma crise de disenteria de três semanas e, antes do final do mesmo ano, caiu de um poço de tumba, teve um ataque de reumatismo e um pequeno derrame.
Maspero também iniciou planos para limpar o Templo de Luxor. Isso exigiria uma compensação aos proprietários das várias casas que foram construídas no interior e no topo do templo. Como o Serviço de Antiguidades estava desesperadamente sem fundos, ele negociou com Thomas Cook para introduzir um imposto de visitantes (mais tarde alterado para um bilhete de entrada), mas isso foi insuficiente. Um apelo à autoridade colonial britânica, mas Sir Colin Scott-Moncreiff, subsecretário de Estado no Ministério de Obras Públicas, rejeitou sua petição, alegando que era prática na Inglaterra que empreendimentos como esse fossem financiados por doações pessoais. Um apelo público levantou fundos suficientes para iniciar a limpeza do templo em 1884.
Como um aspecto de sua tentativa de restringir a crescente exportação ilegal de antiguidades egípcias por turistas, colecionadores e agentes dos principais museus europeus e americanos, Maspero prendeu os irmãos Abd al-Russul da famosa vila de caça ao tesouro de Gorna, que confessou sob tortura ter encontrado o grande esconderijo de múmias reais em Deir el-Bahri em julho de 1881. O esconderijo foi transferido para o Cairo o mais rápido possível para mantê-lo a salvo de ladrões. Ele foi eleito membro da Académie des inscriptions et belles-lettres em 20 de novembro de 1883. Em 1886, ele retomou o trabalho iniciado por Mariette para descobrir a Esfinge, removendo mais de 65 pés (20 m) de areia e procurando tumbas abaixo dela. Ele também introduziu taxas de admissão para locais egípcios para o crescente número de turistas pagar por sua manutenção.
Apesar da brutalidade para com os irmãos Abd al-Russul, Maspero era popular entre os guardiões e colecionadores de museus porque era conhecido por ser um diretor "pragmático" do Serviço de Antiguidades, alguém que lhes permitiria tirar do país o que ele não queria para o Museu Bulak no Cairo. Maspero não tentou impedir todas as coletas, mas antes procurou controlar o que saía do país e ganhar a confiança de quem era colecionador regular. Quando Maspero deixou seu cargo em 1886 e foi substituído por uma série de outros diretores que tentaram impedir o comércio de antiguidades, sua ausência foi muito lamentada. Maspero retomou suas funções de professor em Paris lecionando no Collège de France e na École des Hautes Etudes de junho de 1886 a 1899, quando, aos 53 anos, voltou ao Egito em sua antiga função de diretor-geral do departamento de antiguidades e lá permaneceu até sua aposentadoria em 1914.
Em 3 de outubro de 1899, um terremoto em Carnaque derrubou 11 colunas e deixou o salão principal em ruínas. Maspero já havia feito alguns reparos e liberações lá (continuados em sua ausência por exploradores não oficiais, mas autorizados de muitas nacionalidades) em seu mandato anterior, e agora ele montou uma equipe de trabalhadores sob o comando de egiptólogos franceses e visitou regularmente para supervisionar seu trabalho de reconstrução, opondo-se a alguns românticos que desejavam que as ruínas continuassem como estavam. Em 1903, um pavimento de alabastro foi encontrado no pátio do 7º Pilão, e abaixo dele um poço levando a um grande tesouro de quase 17 000 estátuas, com cada parte da escavação desenhada, registrada e fotografada.
Na chegada de Maspero em 1899, ele descobriu que as coleções no Museu Bulak aumentaram enormemente e, enquanto trabalhava para expandi-las ainda mais, supervisionou sua transferência de Gizé para os novos aposentos em Cácer El Nil em 1902. O vasto catálogo das coleções progrediu rapidamente em A direção de Maspero. Vinte e quatro volumes ou seções já foram publicados em 1909. Este trabalho e a crescente carga de trabalho do Serviço de Antiguidades levaram a uma expansão do pessoal do museu, incluindo Howard Carter, de 17 anos. Foi Maspero quem recomendou Carter a George Herbert, 5º Conde de Carnarvon em 1907, quando o conde o abordou para pedir conselhos sobre o uso de um especialista para chefiar sua planejada expedição arqueológica ao Vale dos Reis. Em 1904, quando os britânicos decidiram elevar a represa de Aswan Low em sete metros, Maspero conseguiu levantar os fundos necessários para isolar, consolidar, mas também estudar um grande número de edifícios religiosos na Baixa Núbia, que estavam ameaçados de engolfamento.
Maspero também montou uma rede de museus locais em todo o Egito, incluindo uma nova instalação maior no Cairo, para encorajar os egípcios a assumir maior responsabilidade pela manutenção de seu próprio patrimônio, aumentando a conscientização pública sobre ele. Em 1912, ele também teve sucesso onde seus antecessores falharam na introdução de uma série de leis antipilhagem.
Por causa das longas horas que trabalhava, sua visão começou a sofrer e, portanto, na primavera de 1914, ele renunciou ao cargo na esperança de desfrutar de alguns anos restantes para se dedicar aos seus estudos favoritos e aos deveres agradáveis do Secretaire Perpetuel da Academie des Inscriptions et Belle-Lettres.
Após seu retorno à França, Maspero foi eleito secretário perpétuo da Académie des inscriptions et belles-lettres em 24 de julho de 1914. Após sua aposentadoria, ele teve um ataque cardíaco, do qual nunca se recuperou totalmente e enquanto participava de uma sessão da Académie em 30 de junho de 1916, ele adoeceu e morreu em seu banco. Ele foi enterrado no Cimetière du Montparnasse em Paris.

## Obras
Entre suas publicações mais conhecidas estão a grande Histoire ancienne des peuples de l'Orient classique (3 vols., Paris, 1895-1897, traduzida para o inglês por M. L. McClure para o S.P.C.K.), mostrando a história de todo o Oriente mais próximo desde os primórdios até a conquista por Alexandre; uma Histoire des peuples de l'Orient, 1 vol., de mesmo escopo, que passou por seis edições de 1875 a 1904; Etudes de mythologie et d'archéologie égyptiennes (Paris, 1893, etc.), uma coleção de resenhas e ensaios originalmente publicados em várias revistas, e especialmente importante como contribuições para o estudo da religião egípcia antiga; L'Archéologie égyptienne (1887), das quais várias edições foram publicadas em inglês. Maspero também escreveu: Les inscriptions des pyramides de Saqqarah (Paris, 1894); Les momies royales de Deir el-Bahari (Paris, 1889); Les contes populaires de l'Egypte ancienne (3ª ed., Paris, 1906); e Causeries d'Egypte (1907), traduzido por Elizabeth Lee como New Light on Ancient Egypt (1908).
Em 1878 fundou a revista Recueil de travaux relatifs à la philologie et à l'archéologie égyptiennes et assyriennes. Publicada trimestralmente, foi a primeira revista francesa a atuar como um meio para publicar os resultados de estudos detalhados sobre egiptologia e assiriologia. Maspero não foi apenas seu editor, mas seu principal colaborador durante os quase 40 anos de sua existência.
Ele também estabeleceu a Bibliothèque égyptologique na qual são coletados os ensaios dispersos dos egiptólogos franceses, com biografias, etc.; e os Annales du service des antiquités de l'Egypte, um repositório de relatórios sobre escavações oficiais, etc.
Em 1888, publicou a primeira edição do glossário árabe-francês antigo.

### Publicações em inglês
Alguns e-books de domínio público da Maspero:
- Art in Egypt (1912).
- The Dawn of Civilization: Egypt and Chaldæa (1894).
- Egyptian archæology (1892).
- Guide to the Cairo Museum (1905)
- Life in Ancient Egypt and Assyria. (1892).
- The Passing of the Empires: 850 a.C. a 330 a.C. (1900).
- Popular Stories of Ancient Egypt (1915)
- The Struggle of the Nations: Egypt, Syria and Assyria (1897).
- History of Egypt, Chaldæa, Syria, Babylonia, and Assyria. (1903–04). 12 volume Tradução inglesa de 12 volumes de Histoire ancienne des peuples de l'Orient classique.

### Publicações em francês
- Des formes de la conjugaison en égyptien antique, en démotique et en copte, 1871.
- Du genre épistolaire chez les Égyptiens de l'époque pharaonique, 1872 (online)
- Histoire ancienne des peuples de l'Orient, 1875 ; réédition Hachette et Cie, 1917.
- L'Égypte à petites journées : études et souvenirs, 1877.
- De quelques navigations des Égyptiens sur les côtes de la mer Érythrée, 1878.
- Nouveau fragment d'un commentaire sur le second livre d'Hérodote, 1879.
- L’Archéologie égyptienne, 1887.
- La Syrie avant l'invasion des Hébreux, 1887.
- Les Contes populaires de l'Égypte ancienne, 1889.
- Les Momies royales de Deir El-Bahari, 1889.
- Histoire de l'Orient, 1891.
- Études de mythologie et d'archéologie égyptiennes, 1892-1916.
- Les Inscriptions des pyramides de Saqqarah, 1894.
- Histoire ancienne des peuples de l'Orient classique, 3 vol., Éditions Hachette, 1895-1899,
  - Les origines. Égypte et Chaldée, 1895,
  - Les premières mêlées. Des peuples, 1897,
  - Les empires, 1899.
- Guide du visiteur au musée du Caire, 1902.
- Notice biographique sur Auguste Mariette, 1904.
- Ruines et paysages d'Égypte, 1910.
- Hymne au Nil, 1912.
- Essais sur l'art égyptien, 1912.
- L’Égyptologie : la science française, 1915.
- Introduction à l'étude de la phonétique égyptienne, 1917.
- Catalogue général des antiquités égyptiennes du Musée du Caire, N° 29301-29303, Sarcophages des époques persane et ptolémaïque, tome 1, Fasc. 1, 1908 (online)
- Catalogue général des antiquités égyptiennes du Musée du Caire, N° 29301-29306, Sarcophages des époques persane et ptolémaïque, tome 1, Fasc. 2, 1914 (online)
- avec Henri Gauthier, Catalogue général des antiquités égyptiennes du Musée du Caire, N° 29307-29323, Sarcophages des époques persane et ptolémaïque, 1939 (online)